# Грин Вали (округ Солано, Калифорнија)
Грин Вали (енгл. Green Valley, Solano County) насељено је место без административног статуса у америчкој савезној држави Калифорнија.

## Демографија
По попису из 2010. године број становника је 1.625, што је 234 (-12,6%) становника мање него 2000. године.
| Група             | 2000.         | 2010.         |
| Белци             | 1.529 (82,2%) | 1.329 (81,8%) |
| Афроамериканци    | 125 (6,7%)    | 41 (2,5%)     |
| Азијати           | 56 (3,0%)     | 82 (5,0%)     |
| Хиспаноамериканци | 83 (4,5%)     | 121 (7,4%)    |
| Укупно            | 1.859         | 1.625         |